# Куп СФР Југославије у рагбију 1973.
Куп СФР Југославије у рагбију 1973. је било 14. издање Купа комунистичке Југославије у рагбију. Играло се по правилима рагбија 15. 
Трофеј је освојио Динамо.
Финале
| Рагби клуб Динамо Панчево | 25 – 4 | Рагби клуб Нада Сплит |
| ------------------------- | ------ | --------------------- |
|                           |        |                       |

| Освајач купа Југославије у рагбију 1973. |
| ---------------------------------------- |
| Рагби клуб Динамо Панчево 1. трофеј      |